# Castillo de Zorita de los Canes
El castillo o alcazaba de Zorita de los Canes es una fortificación situada en el municipio español de Zorita de los Canes (Guadalajara). Se encuentra sobre el cerro bajo el que se sitúa la localidad, en el margen izquierda del río Tajo.
Situada estratégicamente, la fortaleza se empezó a levantar a finales del siglo IX por orden del emir cordobés Mohamed I. Fue cedida por Alfonso VIII de Castilla a la Orden de Calatrava en 1174.
Fue declaracido como Monumento Histórico-Artístico el 3 de junio de 1931 (publicado en la Gaceta de Madrid el 4 de junio de 1931).

## Historia

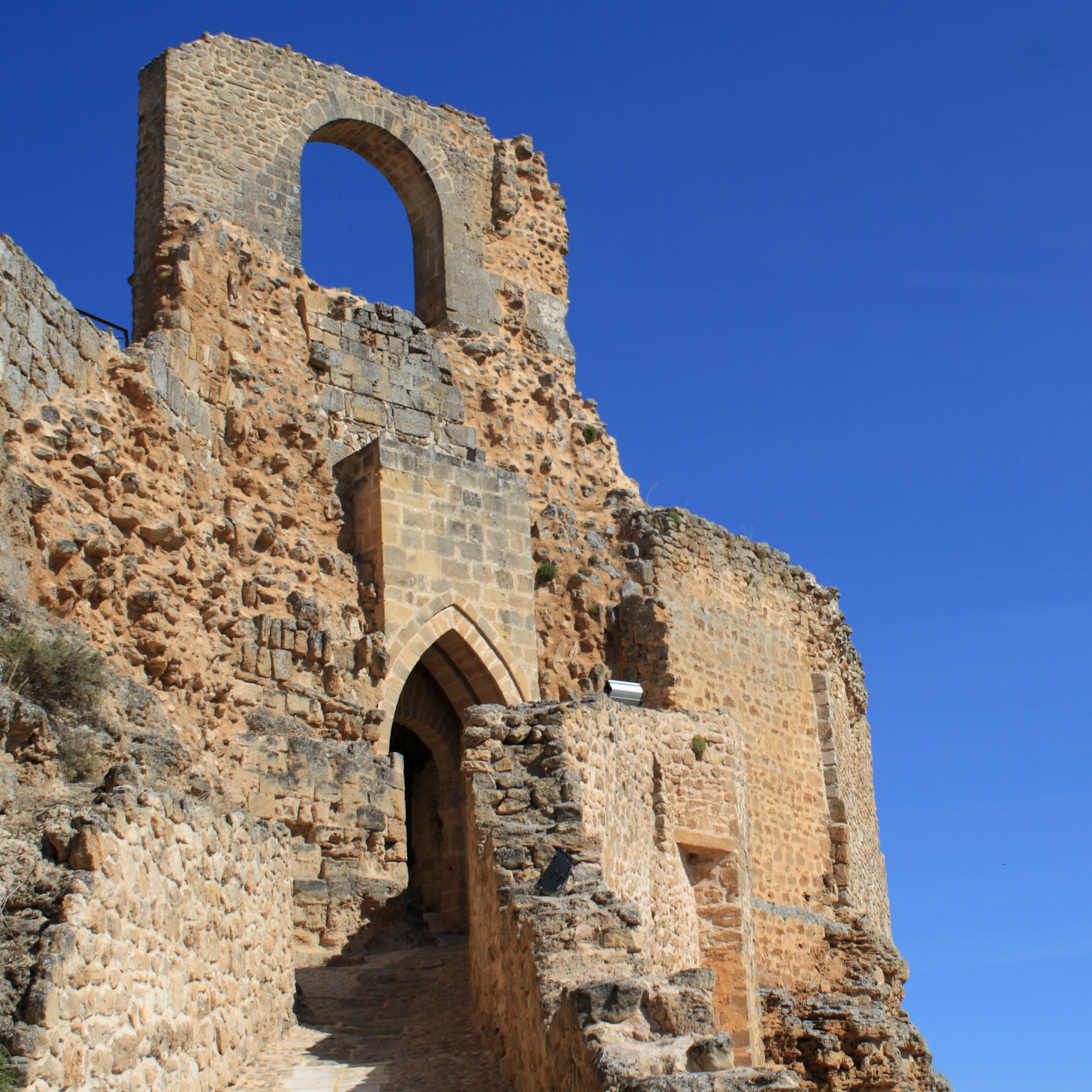
El arco de herradura de la entrada es parte de los restos de la alcazaba andalusí

La alcazaba de Zorita fue mandada construir sobre un monte rocoso por el emir Mohamed I de Córdoba al comienzo de su mandato, en el año 852, para la defensa del paso del río Tajo por la cora de Santaver. Dada las características de la roca sobre la que se asienta, de arenisca, necesitó desde un principio ser reformada, constando la primera de ellas ya en el año 853. De esta época aun se conserva el arco de herradura de la entrada a la alcazaba.
La alcazaba fue centro de varias rebeldías contra el poder del emir cordobés, como la protagonizada por Calib ben Hafsum en 886, que partió desde Zorita para saquear Toledo. También Abderramán III usó la alcazaba de Zorita en su campaña para recuperar la cora de Santaver en el 924 y fue centro los años posteriores de las rebeldías contra el califa de Córdoba.
A mediados del siglo XI Al-Mamún, rey de la taifa de Toledo, cedió la ciudad de Guadalajara y gran parte de La Alcarria, entre ellas la zona de Zorita, a Alfonso VI de Castilla con el fin de ayudarle a ocupar el trono de Castilla frente a su hermano Sancho II, por lo que la ciudad pasó a manos castellanas en cuanto Alfonso accedió al trono en 1072. En 1097 Alfonso VI nombró a Alvar Fáñez alcaide de Zorita, aunque fue derrotado en 1110 por las tropas almorávides, que recuperaron la alcazaba. En 1124 fue conquistada por los caballeros templarios para el Reino de Castilla en 1124, que pudieron mantenerla a duras penas ante las tropas almohades.
En 1174 Alfonso VIII de Castilla cedió la alcazaba de Zorita a la nueva Orden de Calatrava, que siguieron utilizando como plaza fuerte ante las cada vez más escasas incursiones andalusíes, y en 1180 concedió el fuero a Zorita, donde incluía el derecho de pontazgo, haciendo de la villa un lugar de paso protegido por su castillo.

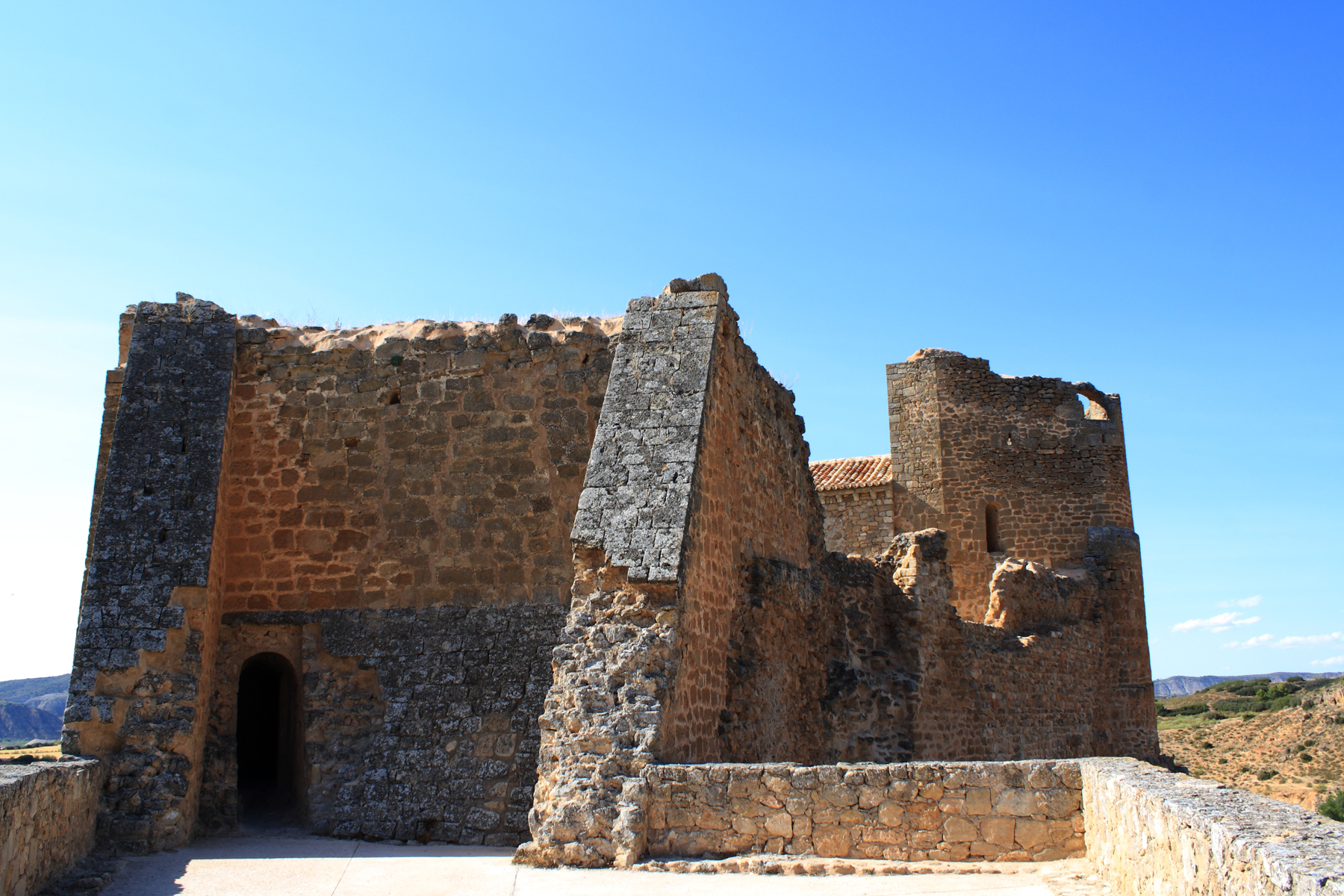
Dentro del recinto de la alcazaba, los calatravos construyeron unas dependencias monásticas que fueron el centro de la orden a principios del siglo XIII

La alcazaba fue el principal refugio de la Orden de Calatrava tras su derrota en la batalla de Alarcos en 1195, desde donde se reorganizó. Para ello, reforzaron el castillo con nuevas murallas y dependencias, entre ellas la iglesia en su interior. Fue el centro de la orden hasta la victoria castellana en la batalla de las Navas de Tolosa en 1212, cuando volvió a controlar sus dominios desde Calatrava la Nueva.
A mediados del siglo XIV hubo un enfrentamiento de poder en la Orden de Calatrava entre el maestre Garci López de Padilla y los comendadores de Zorita, "don Alemán" y Núñez de Prado, patrocinados por el rey Fernando IV. Tas años de lucha, ya con Alfonso XI en el trono de Castilla, y tras la muerte de Padilla en 1334, las tropas reales cercan el castillo y derrocan al alcaide Gonzalo Pérez. Aquellas batallas ocasionaron graves daños a la alcazaba.
En 1443, en un nuevo cisma de la Orden de Calatrava, donde hasta tres calatravos se declararon maestres, el castillo cayó en manos del comendador mayor Juan Ramírez de Guzmán, que lo usó como base para el control de la Alcarria en poder de los calatravos. Tras dos años, Ramírez de Guzmán perdió su batalla ante Pedro Girón.
Con el crecimiento de Almonacid de Zorita a finales del siglo XV, por preferencia de la Orden de Calatrava, y Pastrana en el siglo XVI, comenzó la decadencia de Zorita. En 1565 Zorita y su castillo fueron comprados por el príncipe de Éboli, que no lo habitó por no ofrecer ya condiciones para la residencia. Desde entonces, el castillo ha permanecido sin uso, en estado de abandono y en progresiva ruina.

## Descripción

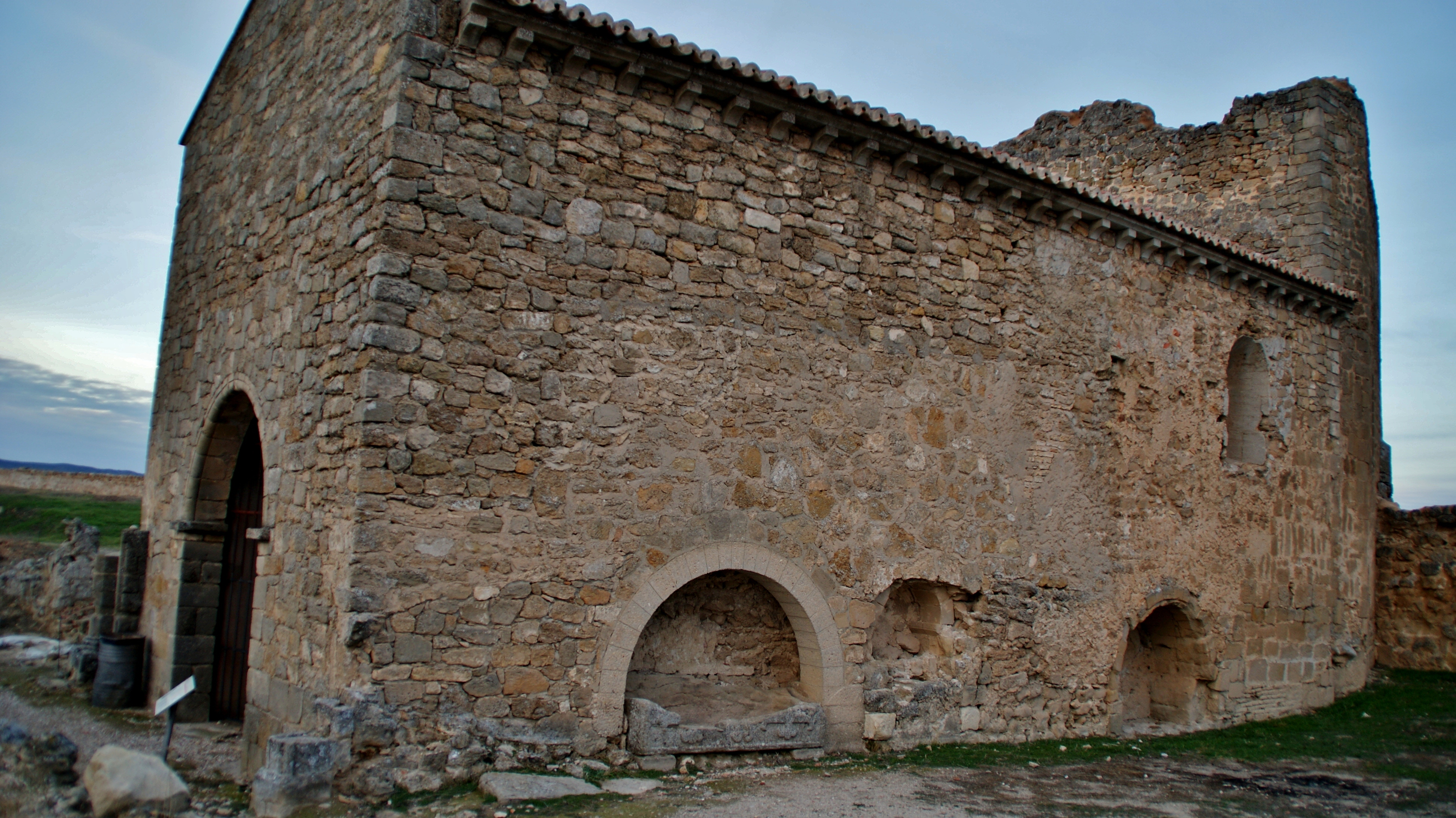
La iglesia románica construida por los calatravos se encuentra en el sur del recinto y posee una cripta en su interior. Junto a ella está el cementerio de los caballeros calatravos

El castillo de Zorita se sitúa sobre un cerro rocoso de forma alargada que da al norte a la villa de Zorita y al sur a la carretera de Almonacid de Zorita. La parte meridional es la más expuesta y por tanto está mejor fortificada.
El castillo consta de tres partes: una albacara, un recinto militar amurallado y un recinto religioso en su interior, donde se encuentra una iglesia románica del siglo XIII con cripta.
La muralla sur y la puerta norte son las partes más antiguas, siendo el resto del recinto de los siglos XII y XIII. En todas las épocas utilizaron sillarejos y sillares de canteras cercanas.
El acceso se realiza por dos caminos: desde el sur, que lleva a una torre albarrana construida en 1328; desde el pueblo al oeste, que sube en zigzag, atravesando la puerta principal con un arco gótico y otro de época califal.
En el sur del recinto hay restos de un cementerio, usado por los caballeros calatravos, y en el norte un aljibe que comunicaba con toda la alcazaba.

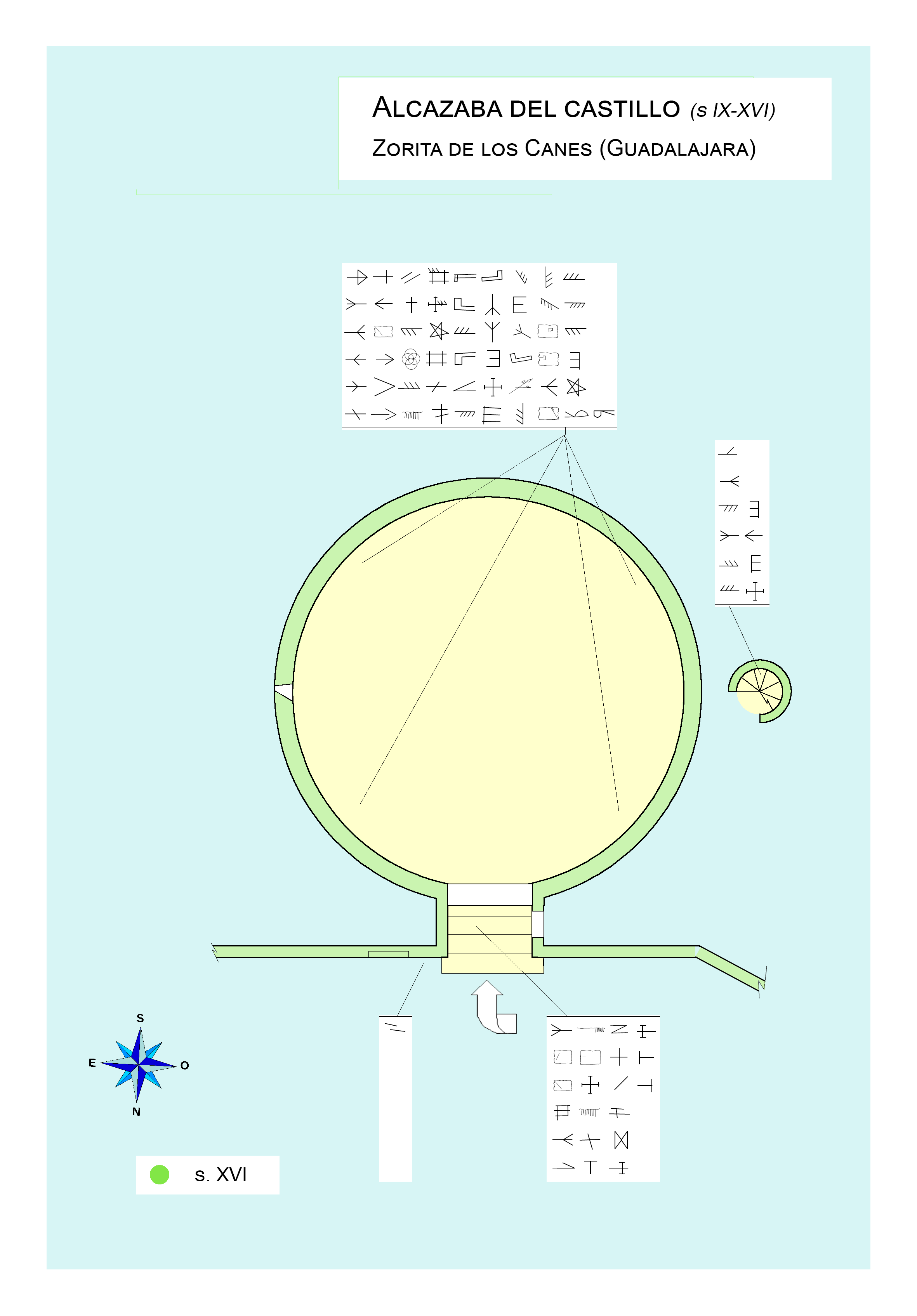
Sala del Moro. Aprox. a la planta y marcas de cantero

La Torre del Espolón forma parte del recinto amurallado.
Cerca de la iglesia se encuentra la conocida como Sala del Moro; su planta es circular, levantada en forma semiesférica en el XIII. En la clave se encuadra una talla de cabeza antropomorfa. Fue realizada con sillar de buena calidad bien tallado y reformada en el s. XVI.